# Via Domitia
Via Domitia var den første romervej, som blev anlagt i Gallien. Den forbandt Italien med Hispania gennem Gallia Narbonensis, i dag det sydlige Frankrig. Det var en gammel vej, som romerne regulerede og gav ny belægning. Så gammel at den blev tilskrevet sagnhelten Herakles. Hannibal fulgte den på sin vej fra Hispania til Italien.
Vejen blev bygget i 118 fvt. af prokonsul, Gnæus Domitius Ahenobarbus, som den blev opkaldt efter. Den blev bygget på samme tid som den første romerske koloni i Gallien, Colonia Narbo Martius (Narbonne) blev grundlagt. Via Domitia forbandt Italien med Hispania. Den krydsede Alperne det nemmeste sted, Col de Montgenèvre (1850 m), og gik gennem Durance-dalen, krydsede Rhônen ved Beaucaire, gik gennem Nîmes (Nemausus) og fulgte derefter kystsletten langs Lyon-bugten. Ved Narbonne mødte den Via Aquitania (som førte til Atlanterhavet gennem Toulouse og Bordeaux). Narbonne var således et strategisk vigtigt sted og udgangspunkt for den romerske ekspansion vestpå. dengang havde byen også en havn som var let tilgængelig og solidt forsvaret. Mellem byerne, som Via Domitia forbandt, var der en række af mansioer, som lå i en afstand fra hinanden, som svarede til en dagsrejse med en lastet vogn. Her kunne man få overnatning, forsyninger og friske heste, hvis man rejste i rigets tjeneste.
Via Domitia blev i senantikken indtegnet på Tabula Peutingeriana.

## Rute
Via Domitia løb gennem eller tæt på følgende byer:
- Briançon (Brigantio)
- Chorges (Caturigomagus)
- Gap (Vapincum)
- Le Monetier Allemont (Alabons)
- Embrun (Eburodunum)
- Sisteron (Segustero)
- Lurs (Alaunium)
- Céreste (Catuiacia)
- Apt (Apta Julia)
- Notre Dame des Lumières (Ad Fines)
- Cavaillon (Cabellio)
- Saint-Rémy-de-Provence (Glanum)
- Saint-Gabriel (Ernaginum)
- Beaucaire (Ugernum)
- Nîmes (Nemausus)
- Ambrussum
- Lunel-Vieil
- Castelnau-le-Lez (Sextantio)
- Montpellier ruten kendes ikke
- Montbazin (Forum Domitii)
- Mèze
- Pinet
- Saint-Thibéry (Cessero) og den romerske bro ved Saint-Thibéry
- Béziers (Baeterris)
- Narbonne (Narbo Martius) I Narbonne er en del af vejen afdækket i byens centrum. Via Domitia krydsede Atax (Aude) på en bro med syv buer ved Pont des Marchands.[3]
- Fitou (Ad Viscensimum)
- Salses (Ad Salsulae)
- Perpignan
- Ruscino

Ved Ruscino deler vejen sig i to, Landvejen og Kystvejen som mødes igen ved La Junquera. 
Kystvejen
- Elne (Illiberis)
- Saint-Cyprien
- Argelès-sur-Mer
- Collioure
- Port-Vendres (Portus Veneris)
- Banyuls-sur-Mer

Landvejen
- Montescot
- Le Boulou
- Les Cluses (Clausurae)
- Le Perthus (Col de Panissars), at the Pompei Tropaea

Mødes igen ved:
- La Junquera (Deciana)

 Her begynder Via Augusta.

## Romerske broer
Der er rester af flere romerske broer langs Via Domitia som for eksempel den romerske bro ved Saint-Thibéry, Pont Ambroix ved Ambrussum, Pont Julien og Pont Serme.

## Notes
1. ↑  F. Benoît, "La légende d'Héraclès et la colonisation grecque dans le delta du Rhône", L'Humanité 8 (1949:104-48), ref. af Fred S. Kleiner, "Gallia Graeca, Gallia Romana and the Introduction of Classical Sculpture in Gaul" American Journal of Archaeology 77.4 (Oktober 1973:379-390) s. 381 note 20, med yderligere bibliografi.
2. ↑  G. Castellve, J.-B. Compsa, J. Kotarba and A. Pezin, eds. Voies romaines du Rhône à l'Èbre: Via Domitia et Via Augusta (DAF 61) Paris 1997.
3. ↑  "Narbonne: Remains of the Domitian Way". Arkiveret fra originalen 28. september 2007. Hentet 21. januar 2014.